# Altlatein
Unter Altlatein versteht man die Sprachstufe des Lateinischen, die dem klassischen Latein vorausgeht. Im engeren Sinn steht es für die Phase vom Anfang der schriftlichen Überlieferung (Livii Andronici Odusia, 240 v. Chr.) bis zum Beginn des 1. Jahrhunderts v. Chr. Inschriften älterer Zeit werden als frühlateinisch bezeichnet.
Phonologische Charakteristika des Lateinischen in diesem Zeitraum von etwa 150 Jahren sind:
- Monophthongierung der früheren Diphthonge
  - /ei/ > altlat. /ē/ (SCB l. 14: CONPROMESISE), das spätestens um 150 v. Chr. zu /ī/ wird
  - /eu/ (> ou) > altlat. /ō/ > altlat. /ū/ (doucere, wohl mit [oː]/[uː] auszusprechen)
  - /ou/ > altlat. /ō/, das schon gegen Ende des 3. Jahrhunderts v. Chr. zu /ū/ wird (Scipionen-Elogium l. 3: LUCIOM), jedoch noch klassisch robus/robeus ‚rot‘ (auf die Fellfarbe der Kühe beschränkt, wahrscheinlich ländlichem Dialekt entlehnt)
  - meist auch /oi/ > altlat. /ū/
- Schwächung und teilweiser Schwund der Kurzvokale in nichtersten Silben
- Kürzung unmittelbar vor einem Kurzvokal stehender Langvokale

Erst bei Texten nach dem ersten Drittel des 1. Jahrhunderts v. Chr. wird von klassischem Latein gesprochen, obwohl dessen Lautstand zumindest in den auffallendsten Merkmalen schon Jahrzehnte vorher erreicht worden war. Erst ab jener Zeit erscheinen die sogenannten klassischen Schriftsteller wie Cicero, Caesar oder Vergil, die die lateinische Sprache in Wortschatz und Grammatik derart normieren, dass sie kaum verändert für mehrere hundert Jahre Bestand hat.